# Allegro (pel·lícula)
Allegro és una pel·lícula danesa del 2005 dirigida per Christoffer Boe, que també va escriure el guió juntament amb Mikael Wulff. És la segona pel·lícula de Christoffer Boe com a director. És protagonitzada per Ulrich Thomsen i l'antiga model Helena Christensen.

## Argument
Zetterstrøm (Ulrich Thomsen) va tenir una història d'amor amb una dona (Helena Christensen), després la va deixar i es va oblidar tot del seu passat, a favor de la seva carrera musical. Mentre està lluny de Copenhaguen, es produeix un incident sobrenatural que fa que la part central de Copenhaguen sigui inaccessible, amb el temps es fa impossible entrar a la zona a causa d'algun escut invisible. Quan Zetterstrøm torna a Copenhaguen, no és conscient d'aquest incident i és guiat per un home misteriós (Henning Moritzen) cap a la zona. Dins de la zona, Zetterstrøm ha de tornar a viure la seva traumàtica i no resolta història d'amor.

## Repartiment
- Zetterstrøm -- Ulrich Thomsen
- Andrea -- Helena Christensen
- Tom -- Henning Moritzen
- Alex in the Zone -- Nikolaj Lie Kaas
- Morten -- Jon Lange
- Terence Sander -- Nicolas Bro

## Producció
La pel·lícula es va rodar a Copenhaguen, Dinamarca i a Manhattan, Nova York, Estats Units.

## Banda sonora
1. Del Concert per a piano i orquestra núm.5, BWV 1056 en fa menor/fa menor/en fa mineur
II – Largo (3’ 00)
2. Del Concert per a piano i orquestra núm.1, BWV 1052 en re menor/re menor/en ré mineur
I – Allegro (7’45)
3. Del Concert per a piano i orquestra núm.3, BWV 1054 en re major/D major/en ré majeur
II – Adagio e piano sempre (6’09)
4. Del Concert núm.3, BWV 974 (Després d'Alessandro Marcello, Concert per a oboè opus 1, en re menor/D menor/en ré mineur)
II – Adagio (5’ 03)
5. Ària de Goldberg Variations, BWV 988 (3’ 07) De The Well-Tempered Clavier, llibre 1 (The Well-Tempered Clavier, Part 1) (le Clavier bien tempéré, llibre 1)
6. Preludi núm.1, BWV 846 en do major/do major/en do major (2’ 00)
7. Preludi núm.2, BWV 847 en do menor/do menor/en do mineur (1’ 30)
8. Preludi núm.3, BWV 848 en do sostingut major/do sostingut major/en do dièze major (1’ 14)
9. Fuga núm.8, BWV 853 en re dies menor/re dies menor/en ré dièze mineur (5’ 52)
10. Preludi núm.20, BWV 865 en la menor/a menor/en la mineur (0’ 56)
11. Invenció núm.1, BWV 772 en do major/do major/en do major (1’ 18)
12. Inventio núm.6, BWV 777 en mi major/mi major/en mi major (2’ 36)
13. Inventio núm.8, BWV 779 en fa major/fa major/en fa major (0’ 51)
14. Sinfonia núm.5, BWV 791 en mi bemol major/Mi bemol major/ en mi bémol major (2’ 22)
15. Gnome Dance (Dance Of The Gnomes)
Tota la música de Johann Sebastian Bach, excepte "Gnomenreigen" de Franz Liszt.
Música complementària d'Anders Remers i Morten Green.